# Уча'ан К'ін Б'алам
Уча'ан К'ін Б'алам (д/н — 1 червня 741) — цар (ахав) Мутуля зі столицею в місті Дос-Пілас у 727—741 роках, сприяв подальшому посиленню держави.

## Життєпис
Його походження достеменно не відоме. Але вважається, що був представником правлячої династії, що згодом дозволило обійняти трон. На думку низки вчених, можливо був наймолодшим сином Баахлах-Чан-К'авііля.
Вперше стає відомий під ім'ям (інші дослідники вважають це титулом «Пан Сонце-Ягуар» — Уча'ан К'ін Б'алам). Виявив неабиякі військові здійбності. На початку 700-х років очолив військо Дос-Піласа проти Мутульського царства з Яшмутуля. 9.13.13.8.2, 1 Ік' 5 Яшк'ін (21 червня 705 року) завдав поразки військам останнього, захопивши ворожого полководця.
Про значний вплив його вже на той час свідчить зображення на стелі 14, де Уча'ан К'ін Б'алам разом з царем Іцамнаах-К'авіілєм брав участь в ритуальному танці з нагоди «ювілейної» дати 9.14.5.0.0, 12 Ахав 8 К'анк'ін (8 листопада 716 року). Після смерті царя у 726 році стає регентом за малолітнього сина Іцамнаах-К'авііля — К'авііль-Чан-K'ініча.
У 727 році зумів домогтися своєї інтронізації під ім'ям …н-Ті'-К'авііль (його повністю не встановлено, тому використовується ім'я Уча'ан К'ін Б'алам). Значна перерва — у 67 днів — між смертю Іцамнаах-К'авііля і новим царювання вказує на династичні складності і внутрішню боротьбу. На панелі 19 з Дос-Пілас зображено вчинення кровопускання хлопчиком, якого названо «ч'oк мутуль ахав», що визначав спадкоємця трона. Придворний, що стоїть на колінах зліва, допомагає дитині проткнути пеніс. Далі зліва стоять … н-Ті'-К'авііль і його дружина Іш-«G1»- К'авііль (з Канкуена). На знак поваги до свого попередника Уча'ан К'ін Б'алам доручив встановити стелу 8, напис на якій служить основним джерелом сьогоднішніх відомостей про біографію Іцамнаах-К'авііля.
Новий ахав фактично перетворив місто Кініч-Па'-Ві (Аґуатеку) на другу столицю свого царства. Місто швидко обросло житлами середньої і дрібної знаті, переписувачів, вояків, ремісників. Водночас Уча'ан К'ін Б'алам продовжив приділяти значну увагу розбудові Дос-Піласа.
У зовнішній політиці слідував своєму попереднику і зосередився на відносинах з сусідніми царствами в Петешбатуні і басейні річки Пасьон. З 735 року він демонструє явну перевагу другого, альтернативного варіанту «емблемного ієрогліфу» Мутуля, який рідко використовувався в самому Йашмутулі (Тікалі). Мотивація такої зміни невідома (новий знак мав ідентичну вимову), що свідчить, на думку вчених, про прагнення Дос-Пілас підкреслити свою самобутність і відображати зменшення протистояння з Тікаль після ослаблення Канульского царства.
9.15.4.6.4, 8 К'ан 17 Муваан (3 грудня 735 року) війська на чолі з Уча'ан К'ін Б'аламом атакували місто-державу Сейбаль. Причини цього достеменно невідомі: за різними версіями останній повстав проти Південного Мутуля (начебто був в залежності від нього), за іншою намагався послабити вплив останнього в регіоні. Наступного дня було здобуто перемогу, а царя Сейбаля — Їч'аак-Б'алама — було захоплено у полон (незабаром принесено у жертву). На згадку про цю подію Уча'ан К'ін Б'аламом встановлено 2 дуже схожі стели: в Дос-Пілас (стела 2) та К'ініч-Па'-Віце.
На початку 640-х років … н-Ті'-Кавііль, ймовірно, хворів. Він поспішив зробити «ювілейний» обряд розкидання курінь за 180 днів до самого «ювілею» 9.15.10.0.0. Уча'ан К'ін Б'алам помер в день 9.15.9.16.11, 13 Чувен 14 Шуль (1 червня 741 року), не доживши 29 днів до «ювілейної» дати. Місцезнаходження гробниці … н-Ті'-К'авііля невідомо, але Стела 1 з Аґуатекі, на якій повідомляється про його смерті, пов'язана з великою пірамідою, відомої сьогодні як «Будівля 6». Тому вважається, що поховання царя може перебувати в її межах. Владу успадкував К'авііль-Чан-K'ініч.